# Llengua cofán
La llengua cofán (també conegut com kofan o kofane; autònim: a'ingae) es la llengua del poble cofán, una grup indígena oriünda de la província de Sucumbíos al nord-est d'Equador i dels departaments de Nariño i Putumayo (Orito, San Miguel i Valle del Guamuez) al sud de Colòmbia.
Es una llengua amenaçada, però al mateix temps és classificat com un idioma en desenvolupament amb un rang d'entre 1.400 a 2.400 parlants. Hi ha dos tipus de cofán: la variant d'Aguarico (parlada a l'Equador) i San Miguel (parlada principalment a Colòmbia). Aproximadament el 60% dels parlants de cofán a l'Equador poden llegir i escriure en la seva pròpia llengua.
L'ús del cofán a l'Equador està relacionat amb els documents de la llengua en la propietat de la terra i a l'accés bilingüe a la llengua a les escoles. A Colòmbia, el cofán està més amenaçat a causa de la guerra, desplaçament i mestissatge.

## Classificació
El cofán és una llengua aïllada. Alguns acadèmics afirmen que el cofán no està classificat dins d'una família de llengües. Aquest idioma exhibeix similituds lèxiques amb el txibtxa, una llengua geogràficament veïna. No obstant això, l'evidència de la influència lèxica del chibchan en el cofán no demostra cap relació genètica entre els dos idiomes.
Jolkesky (2016) també assenyala que existeixen similituds lèxiques del cofán amb la llengua páez.

## Fonologia
Vocals
Hi ha deu vocals en cofán: cinc vocals orals i les seves contraparts nasals.
|         | Anterior | Central  | Posterior |
| Tancada | /i/, /ĩ/ | /ɨ/, /ɨ̃/ |           |
| Mitjana | /e/, /ẽ/ |          | /o/, /õ/  |
| Oberta  |          | /a/, /ã/ |           |

Consonants
Com assenyalen Raphael Fischer i Kees Hengeveld, el cofán té un inventari consonàntic moderadament ampli. Un tret notable és la triple distinció de sonoritat per a les oclusives i africades.
|                |                | Labial | Alveolar | Palatal | Velar | Glotal |
| -------------- | -------------- | ------ | -------- | ------- | ----- | ------ |
| Nasal          | Nasal          | m      | n        | ɲ       |       |        |
| Plosiva        | Sorda          | p      | t        |         | k     | ʔ      |
| Plosiva        | Aspirada       | pʰ     | tʰ       |         | kʰ    |        |
| Plosiva        | Prenasalitzada | ᵐb     | ⁿd       |         | ᵑɡ    |        |
| Fricativa      | Fricativa      | f      | s        | ʃ       | ɣ~ɰ   | h      |
| Africada       | Sorda          |        | ts       | tʃ      |       |        |
| Africada       | Aspirada       |        | tsʰ      | tʃʰ     |       |        |
| Africada       | Prenasalitzada |        | ⁿdz      | ⁿdʒ     |       |        |
| Aproximant     | Aproximant     | ʋ      |          | j       |       |        |
| Vibrant Simple | Vibrant Simple |        | ɾ        |         |       |        |

## Gramàtica
L'ordre de paraules en cofán és majoritàriament lliure i flexible, influenciat per factors pragmàtics. No obstant això, les oracions subordinades té una forta preferència per allotjar el predicat al final.
Els substantius usen sufixs classificatoris, de nombre i de cas. Uns exemples són:
Classificatoris:
-je = pla, tevaen'je (paper)
-fu = llarg, simba'fa (piola de pescar)
-cco = gran o angular, shavocco (canoa gran)
-cho = petit o ovalat, shavo'cho (canoa petita, dudu'cho (ou)
Número
-ndeccu= plural, pushesundeccu (dones, dona=pushesu)
Caso
-ma= acusativo, arapama efe (va donar una gallina)
--nga=datiu, arapama efe a'inca (va donara una gallina a la gent)
-i'ccu= comitatiu, ovacco'choi'ccu (amb la destral)
-mbe= genitiu, a'imbe (de la gent)
-''ve= objetiu, arapave ja (va anar per una gallina)
Els adjectius qualificatius generalment antecedeixen al substantiu i poden presentar-se en absència d'aquest, però amb els sufixos que li corresponen al respectiu substantiu.
Els pronoms personals són:
ña = yo, ña jayi (jo vaig)
que = tú / usted, ingi jayi (tu vas)
tise = él / ella, que jayi (ell va)
ingi = nosaltres, ingirió jayi
que'i = vosaltres /vostès, que'i jayi (vostès van)
tise'pa = ells, tise'pa jayi (ells van)
La conjugació gramatical dels verbs es fa amb sufixos de mode, aspecte, temps, negació i número.
Els paràgrafs són una estructura diferent i important de la gramàtica del cofán. En el seu discurs narratiu, hi ha quinze tipus diferents de paràgrafs usats. El paràgraf narratiu i el paràgraf simultani “formen la base del discurs narratiu,“ mentre que el paràgraf descriptiu coordiando i el paràgraf díctic són usats per a retratar el desenvolupament de la identitat del personatge o algun participant i també per a delimitar situacions. Els paràgrafs de raó, de contrast i antitètics s'utilitzen per a fomentar relacions de tensió entre parlants i esdeveniments. Els paràgrafs d'amplificació, de contracció, d'antònim negat i cíclics són usats per a “parafrasejar“ informació concreta. Finalitzant, els paràgrafs de comentari, de cita i diàleg afegeixen detall a la narrativa.

## Ortografia
Un sistema d'escriptura per a l'alfabet cofán ha estat ideat per M.B. Borman. Hi ha lletres simples i altres compostes, i la nasalització en vocals està ortogràficament representada en col·locar ⟨n⟩ després de la vocal (per exemple, /ã/ s'escriu ⟨an⟩). La prenasalització de plosivas i africades és representada en col·locar ⟨m⟩ abans de bilabials (per exemple, ⟨mb⟩ per a /ᵐb/) o en col·locar ⟨n⟩ abans de qualsevol altra consonant o vocal (per exemple, ⟨nd⟩ per a /ⁿd/ o ⟨ng⟩ per a /ⁿg/).
| Borman | IPA   |
| ------ | ----- |
| a      | a     |
| b      | b     |
| c      | k     |
| cc     | kʰ    |
| ch     | tʃ    |
| chh    | tʃʰ   |
| d      | d     |
| dy     | dʒ    |
| e      | e     |
| f      | f     |
| g      | g~ɣ~ɰ |
| i      | i     |
| j      | h     |
| m      | m     |
| n      | m     |
| ñ      | ɲ     |
| o      | o     |
| p      | p     |
| pp     | pʰ    |
| q      | k     |
| qq     | kʰ    |
| r      | ɾ     |
| s      | s     |
| sh     | ʃ     |
| t      | t     |
| tt     | tʰ    |
| ts     | ts    |
| tss    | tsʰ   |
| u      | ɨ     |
| v      | ʋ     |
| y      | j     |
| z      | z     |

## Sistema numèric
El sistema numèric cofán és un sistema de base cinc. Els parlants de cofán usen numerals del castellà per comptar.